# Cingetoriks
Cingetoriks je bil knez keltskega plemena Treverov in sredi 1. stoletja njihov kralj. Med galsko vojno Gaja Julija Cezarja se je vojskoval na njegovi strani.
Cingetoriks je keltsko ime, ki pomeni "kralj bojevnik".

## Življenje
Treveri so bili organizirani kot aristokratska republika z močnim plemstvom in več vodilnimi možmi (principes). Med Cezarjevo vojno v Galiji se je Cingetoriks prepiral s svojim tastom Indutiomarjem za prevlado med svojim ljudstvom. Ko se je Cezar leta 54 pr. n. št. pred svojim drugim pohodom na Britanijo preselil k Treverom, se je  Cingetoriks takoj postavil na stran velikega rimskega generala in mu razložil, kaj se dogaja z njegovim plemenom.  Cingetoriksov nasprotnik Indutiomar se je izkazal tudi za sovražnika Rima. Cezar je spor v vodstvu Treverov sprva rešil tako, da je oblast prenesel na Cingetoriksa in položaj njegovega tekmeca oslabil tako, da mu je moral prepustiti 200 talcev.
Indutiomar se je pozimi 54/53 pr. n. št. na čelu svojega plemena in sosednjih plemen uprli Rimljanom in Cingetoriksa na skupščini razglasil za sovražnika države in zaplenil njegovo premoženje. Cingetoriks je pobegnil v tabor Cezarjevega poveljnika Tita Labiena. Potem ko je Tit Labien dvakrat premagal Trevere in Indutiomarja ubil, so se morali uporniki podredili Rimljanom. Oblast je na račun zvestobe Rimljanom leta 53 pr. n. št. prevzel Cingetoriks, potem pa se v pisnih virih nič več ne omenja. Leta 51 pr. n. št. je izbruhnil še en upor Treverov, kar morda kaže, da je kmalu po prihodu na položaj spet izgubil oblast.